# Küsnacht
Pour l’article ayant un titre homophone, voir Küssnacht.
Küsnacht est une ville et une commune suisse du canton de Zurich, située dans le district de Meilen, sur la rive orientale du lac de Zurich.

## Géographie

Photo aérienne prise à 200 m par Walter Mittelholzer (1919).

Selon l'Office fédéral de la statistique, Küsnacht mesure 12,35 km2.

## Démographie
Selon l'Office fédéral de la statistique, Küsnacht compte 15 162 habitants fin 2023. Sa densité de population atteint 1228 hab./km2.

## Institutions
- Institut C. G. Jung de Zürich.

## Culture et patrimoine

### Héraldique
| Blason | Blasonnement : De gueules au coussin d'or. |

### Monuments et curiosités
Outre un bloc erratique appelé « Alexanderstein », la commune compte sur son sol plusieurs biens culturels d'importance nationale, à savoir la villa Streiff, la maison de Carl Gustav Jung, l'ancien pressoir de la dîme, le musée régional, le jardin Vogel-Sulzer et la maison Sunnebüel.

### Personnalités
- Marie-Louise von Franz (1915-1998), psychologue suisse, y est décédée.
- Carl Gustav Jung (1875-1961), psychanalyste.
- Thomas Mann (1875-1955), écrivain allemand, y vit de 1933 à 1938.
- Tina Turner (1939-2023), chanteuse, y vit dix ans avec son mari jusqu'à sa mort.